# Copadichromis ilesi
Copadichromis ilesi è una specie di pesci della famiglia dei Ciclidi, endemica del Lago Malawi.